# Kilocikî, Zinkiv
Kilocikî (în ucraineană Кілочки) este un sat în comuna Perșotravneve din raionul Zinkiv, regiunea Poltava, Ucraina.

## Demografie
Componența lingvistică a localității Kilocikî
     Ucraineană (98,81%)
     Rusă (1,19%)
Conform recensământului din 2001, majoritatea populației localității Kilocikî era vorbitoare de ucraineană (98,81%), existând în minoritate și vorbitori de rusă (1,19%).